# Courcival
Courcival – miejscowość i gmina we Francji, w regionie Kraj Loary, w departamencie Sarthe.
Według danych na rok 2010 gminę zamieszkiwało 86 osób, a gęstość zaludnienia wynosiła 9 osób/km².